# Вторая Стародубская полковая сотня
2-я полкова́я со́тня — административно-территориальная и войсковая единица в составе малороссийских сначала Нежинского полка, а затем Стародубского полка, существовавшая в XVII-XVIII веках.
Центр — полковой город Стародуб.
Сведения о наличии двух сотен в Стародубе имеются ещё с 1650-х гг., когда Стародубский полк ещё не был самостоятельной единицей. При формировании Стародубского полка в 1663 году, вторая сотня уже не упоминается; возможно, её границы существенно отличались от границ 2-й полковой сотни, существовавшей в XVIII веке. Вероятно, по этой же причине сведения о принадлежности сёл ко 2-й полковой сотне часто оказываются противоречивы.
2-я полковая сотня вновь образована около 1750 года путём выделения из полковой сотни; существовала до 1781 года. Охватывала юго-восточную часть полковой сотни (западная часть нынешнего Погарского района Брянской области и юг Стародубского).
Сотники:
- Афанасий Слухановский, 1758-1777.
- Яков Семека, 1770-1781.